# Strážne
Strážne (em húngaro: Őrös) é um município da Eslováquia, situado no distrito de Trebišov, na região de Košice. Tem 16,71 km² de área e sua população em 2018 foi estimada em 595 habitantes.

## Demografia
| Ano:        | 1994 | 2004   | 2014   | 2024   |
| ----------- | ---- | ------ | ------ | ------ |
| Broj ljudi: | 716  | 686    | 625    | 566    |
| Razlika:    |      | -4,18% | -8,89% | -9,44% |

| Ano:               | 2023 | 2024   |
| ------------------ | ---- | ------ |
| Número de pessoas: | 585  | 566    |
| Diferença:         |      | -3,24% |